# Cirsium ashiuense
Cirsium ashiuense là một loài thực vật có hoa trong họ Cúc. Loài này được S.Yokoy. & T.Shimizu mô tả khoa học đầu tiên năm 1996.